# Klaus Clusius
Klaus Paul Alfred Clusius (Breslávia, 19 de março de 1903 — Zurique, 28 de maio de 1963) foi um químico alemão.

## Vida
Clusius estudou química na Universidade Técnica de Breslávia, onde obteve o doutorado em 1928, orientado por Rudolf Suhrmann. De 1926 a 1929 foi assistente de Arnold Eucken na mesma universidade.
De 1929 a 1930 foi bolsista da Fundação Rockefeller na Universidade de Oxford e na Universidade de Leida. Em 1930 obteve a habilitação na Universidade de Göttingen. De 1934 a 1936 foi professor extraordinário de química física na Universidade de Würzburgo. De 1936 a 1947 foi professor da Universidade de Munique, e ate 1963 foi professor da Universidade de Zurique.
Na segunda reunião do grupo de trabalho do projeto de energia nuclear alemão do Reichsforschungsrat em 1942, palestrou sobre o enriquecimento de isótopos de urânio.
Clusius realizou pesquisas fundamentais sobre a cinética das reações, em especial sobre reações químicas em cadeia, bem como sobre mudança de fase dos materiais e suas propriedades a baixas temperaturas. Em 1938 desenvolveu em parceria com Gerhard Dickel um procedimento para separação isotópica e seu enriquecimento por termoforese (tubo separador de Clusius e Dickel). Nesta época trabalhou também sobre a história da química e da física.

## Conquistas
Clusius foi diversas vezes reconhecido:
- 1958 Prêmio Marcel Benoist
- Dr. honoris causa da Universidade Hannover

## Publicações
- Flüssiger Wasserstoff. Klaus Clusius. Vierteljahrsschrift d. Naturforschenden Gesellschaft in Zürich. Jg. 100, Beih. 2. 1956
- Klaus Clusius, Gerhard Dickel: Neues Verfahren zur Gasentmischung und Isotopentrennung.  Die Naturwissenschaften 26 (1938) S. 546
- Klaus Clusius, Gerhard Dickel: Das Trennrohr. - I. Grundlagen eines neuen Verfahrens zur Gasentmischung und Isotropentrennung durch Thermodiffusion. Zeitschrift für physikalische Chemie B 44 (1939) S. 397 - 450
- Klaus Clusius, Gerhard Dickel: Das Trennrohr. - II. Trennung der Chlorisotope. Zeitschrift für physikalische Chemie B 44 (1939) S. 451 - 473